# بیکاه
بیکاه، شهری در بخش بیکاه شهرستان رودان در استان هرمزگان ایران است. این شهر، مرکز بخش بیکاه است.

## جمعیت
بر پایه سرشماری عمومی نفوس و مسکن در سال ۱۳۹۵، جمعیت شهر بیکاه برابر با ۷٬۱۹۰ نفر (۲٬۰۴۵ خانوار) بوده‌است.